# Geipelstein
Geipelstein är en kulle i Antarktis. Den ligger i Östantarktis. Nya Zeeland gör anspråk på området. Toppen på Geipelstein är 2 386 meter över havet, eller 166 meter över den omgivande terrängen. Bredden vid basen är 1,1 km.
Terrängen runt Geipelstein är varierad.  Trakten är obefolkad. Det finns inga samhällen i närheten.